# Weverson
Weverson Moreira da Costa, noto semplicemente come Weverson (Brasilia, 5 luglio 2000), è un calciatore brasiliano, difensore del Fortaleza.

## Caratteristiche tecniche
È un terzino sinistro.

## Carriera

### Club
Cresciuto nel settore giovanile del San Paolo, nel 2020 è stato ceduto in prestito al neopromosso RB Bragantino con cui ha debuttato fra i professionisti disputando l'incontro del Campionato Paulista vinto 3-2 proprio contro il Tricolor.
Nel 2023 si trasferisce in Portogallo all'Arouca.

### Nazionale
Nel 2017 con la nazionale Under-17 brasiliana ha vinto il campionato sudamericano di categoria ed ha disputato il campionato mondiale Under-17, concluso al terzo posto.

## Palmarès

### Nazionale
- Campionato sudamericano Under-17: 1

Cile 2017